# Paw Paw (Illinois)
Paw Paw – wieś w Stanach Zjednoczonych, w stanie Illinois, w hrabstwie Lee.